# 국제 언어학 올림피아드
국제 언어학 올림피아드(영어: International Linguistics Olympiad, IOL)는 국제 과학 올림피아드에 속한 대회로 2003년 불가리아 보로베츠에서 처음 개최되었다. 매년 7월 말에서 8월 초의 1주간 개최되며, 현재 총 43개 국가가 참여한다. 문제는 통사론, 음운론, 화용론 등 언어학의 세부 분야 전반에 걸쳐 출제되며, 언어학에 대한 사전 지식을 필요로 하지는 않는다.

## 개최 배경 및 목적
언어학 올림피아드는 1965년 알프레트 주린스키(1938년~1991년)에 의해 1965년 모스크바에서 처음 개최되었다. 1965년부터 1982년까지는 모스크바 대학에서 개최되었고, 1988년에는 모스크바 역사연구소(현 러시아 인문대학)에 의해 개최되었으며, 1989년부터는 두 기관이 공동으로 주최했다. 1996년부터 상트페테르부르크에서 상트페테르부르크 대학에 의해 동일한 대회가 개최되었다.
1982년부터 불가리아에서도 언어학 관련 대회가 불가리아 수학자 협회와 교육부에 의해 개최되었으며, 네덜란드와 미국 오리건주에서도 비슷한 대회가 열렸다. 그 후 불가리아와 모스크바 언어학 대회의 수상자들이 상대 국가의 대회에 출전해 수상하는 일이 빈번하자, 각국의 유망한 언어학도들의 교류의 장으로 국제 언어학 올림피아드가 창립되었다.
국제 언어학 올림피아드는 다음과 같은 목적을 표방한다.
1. 학생들에게 언어의 다양성을 일깨운다.
2. 청소년들의 논리적 문제 해결 능력과 창의적 응용력을 고취시킨다.
3. 청소년들에게 언어학을 접할 기회를 제공하고, 전공 및 직업으로서 언어학의 가능성에 대해 홍보한다.
4. 언어학에 관심을 가진 각 나라의 유망한 청소년들 간에 교류의 장을 마련한다.
5. 각 국의 언어학 관련자들 간에 협력 관계를 돈독히 하고, 각 나라의 언어학 관련 대회를 장려한다.
6. 순수 언어학 문제의 개발을 장려한다.[2]

## 형식

### 팀 구성
한 팀은 4명의 참가자와 20세 이상의 팀 리더로 구성된다. 각 국가당 최대 2개 팀이 참가할 수 있으며, 개최국의 경우 한 팀을 더 참가시킬 수 있다. 각 팀은 참관자(Observer)를 동반할 수 있다.

### 문제
국제 언어학 올림피아드는 개인전과 단체전이 동시에 치러지는 유일한 국제 과학 올림피아드이다. 개인전의 경우 총 여섯 시간 동안 다섯 문제를 풀게 되며, 참가자들은 자신이 선택한 언어로 문제를 풀 수 있다.
단체전의 경우, 2009년까지는 한 팀당 한 문제를 3~4시간 동안 풀었으나, 2010년부터는 답안 제출 방식이 바뀌어 30분마다 한 번씩 답안지 초안을 제출해야 한다. 역시 30분에 한 번, 초안을 제출한 직후 문제의 힌트를 개봉할 수 있다.

### 평가 및 시상
개인전의 경우, 모든 문제의 점수를 합산하여 순위를 정한다. 통상적으로 금메달, 은메달, 동메달이 1:2:3의 비율로 수여되는 것이 관례이며, 수상자 수는 참가자의 1/3에서 1/4 사이이다. 수상자 수는 조정될 수 있으며, 장려상 및 기타 특별상의 경우 조직위원회의 판단에 따라 수여된다. 각 문제별로 최우수 답안 제출자에게는 최우수 풀이상을 수여한다.
단체전의 경우, 단체전 문제 득점 상위 세 팀에게 각각 금, 은, 동 트로피를 수여한다.
2회 이상의 대회에서 연속으로 수상한 참가자와 모든 팀원이 수상한 팀에게는 특별상이 주어진다.

## 참가국
국제 언어학 올림피아드의 참가국은 총 43개국으로, 오스트레일리아, 아제르바이잔, 브라질, 불가리아, 캐나다, 중국, 콜롬비아, 체코, 에스토니아, 핀란드, 독일, 그리스, 홍콩, 헝가리, 인도, 이란, 아일랜드, 맨섬, 이스라엘, 일본, 카자흐스탄, 라트비아, 마카오, 말레이시아, 몰타, 몰도바, 네팔, 네덜란드, 노르웨이, 필리핀, 폴란드, 루마니아, 러시아, 세르비아, 싱가포르, 슬로베니아, 대한민국, 스페인, 스웨덴, 스위스, 타이완, 태국, 튀르키예, 우크라이나, 영국, 미국, 아랍에미리트연방, 베트남이다.

## 연혁

### 2003
2003년 국제 언어학 올림피아드는 불가리아 보로베츠에서 개최되었다. 불가리아, 체코, 에스토니아, 라트비아, 네덜란드, 러시아의 6개국이 참가했다.

### 2004
2004년 국제 언어학 올림피아드는 러시아 모스크바에서 개최되었다. 7개국에서 12개 팀이 출전했으며, 폴란드와 세르비아-몬테네그로가 처음으로 참가했다.

### 2005
2005년 국제 언어학 올림피아드는 네덜란드 라이덴에서 개최되었다. 9개국에서 13개 팀이 출전했으며, 핀란드와 루마니아가 처음으로 참가했다.

### 2006
2006년 국제 언어학 올림피아드는 에스토니아 타르투에서 개최되었다. 9개국에서 13개 팀이 출전했으며, 리투아니아가 처음으로 참가했다.

### 2007
2007년 국제 언어학 올림피아드는 러시아 상트페테르부르크에서 개최되었다. 9개국에서 15개 팀이 출전했으며, 스페인, 스웨덴, 미국이 처음으로 참가했다.

### 2008
2008년 국제 언어학 올림피아드는 불가리아 슬란체프 브리야그에서 개최되었다. 11개국에서 16개 팀이 출전했으며, 독일, 슬로베니아, 대한민국이 처음으로 참가했다.

### 2009
2009년 국제 언어학 올림피아드는 폴란드 브로츠와프에서 개최되었다. 17개국에서 23개 팀이 출전했으며, 오스트레일리아, 영국, 인도, 아일랜드가 처음으로 참가했다.

### 2010
2010년 국제 언어학 올림피아드는 스웨덴 스톡홀름에서 개최되었다. 18개국에서 26개 팀이 출전했으며, 노르웨이와 싱가포르가 처음으로 참가했다.

### 2011
2011년 국제 언어학 올림피아드는 미국 펜실베이니아주 피츠버그의 카네기 멜론 대학교에서 개최되었다. 19개국에서 총 27팀이 출전했으며, 브라질, 캐나다, 아랍에미리트연방, 베트남이 처음으로 참가했다.

### 2012
2012년 국제 언어학 올림피아드는 슬로베니아 공학문화협회의 후원으로 슬로베니아 류블랴나에서 열렸다.

### 2013
2013년 국제 언어학 올림피아드는 영국 맨체스터에서 개최되었다.

### 2014
2014년 국제 언어학 올림피아드는 중국 베이징에서 개최되었다.

### 2015
2015년 국제 언어학 올림피아드는 불가리아 블라고에브그라드에서 개최되었다.

### 2016
2016년 국제 언어학 올림피아드는 인도 마이소르에서 개최되었다. (31개국 43팀 참가)

### 2017
2017년 국제 언어학 올림피아드는 아일랜드 더블린에서 개최되었다.

### 2018
2018년 국제 언어학 올림피아드는 체코 프라하에서 개최되었다.

### 2019
2019년 국제 언어학 올림피아드는 대한민국 용인에서 개최되었다.

### 2020
2020년 국제 언어학 올림피아드는 라트비아 벤츠필스에서 열릴 예정이었으나, 코로나19 범유행으로 취소되었다.

### 2021
2021년 국제 언어학 올림피아드는 라트비아 벤츠필스에서 원격으로 개최되었다.

### 2022
2022년 국제 언어학 올림피아드는 맨섬 캐슬타운에서 개최되었다.

### 2023
2023년 국제 언어학 올림피아드는 불가리아 반스코에서 개최되었다.

### 2024
2024년 국제 언어학 올림피아드는 브라질 브라질리아에서 개최되었다.

### 2025
2025년 국제 언어학 올림피아드는 타이완 타이베이에서 개최되었다.

## 국가별 선발
국제 언어학 올림피아드의 참가자들은 대부분 각 나라별 예선을 통해 정해진다. 대부분의 경우 각국 언어학회에서 주관하는 언어학 대회나 국가대표 선발전을 통해 선발되며, 정기적으로 개최되는 언어학 대회가 없는 나라들의 경우 자체적으로 팀을 조직한 후 대회 조직위원회와 연락을 취해 참가할 수 있다. 미국과 캐나다의 경우 공동으로 개최하는 북아메리카 언어학 올림피아드 (NACLO)를 통해 대표를 선발하며, 영국, 호주, 아일랜드, 미국, 캐나다의 경우 영미권 언어학 올림피아드 공동체(English Language Computational Linguistics Olympiad)를 형성해 예선 문제를 공유하고 있다.

## 대한민국과 국제 언어학 올림피아드
대한민국은 국제 언어학 올림피아드의 공식 참가국으로, 2008년부터 매 해 대회에 두 팀씩을 보내고 있다. 초기에는 민족사관고등학교와 청심국제고등학교의 학생들이 자발적으로 팀을 조직해 참가했으며, 2010년부터는 한국 언어학회에서 매년 국가대표 선발전을 개최하고 있다.

### 수상자
첫 출전이었던 2008년에는 민족사관고의 강준규가 개인전 동메달을 획득하고 민족사관고팀이 Best Debut 상을 수상하였다. 2009년에는 민족사관고의 이준엽이 개인전 동메달을, 류혜진이 개인전 동메달과 최우수 풀이상을, 손형민과 권순기가 장려상을 각각 수상했다. 이 대회에서 민족사관고등학교의 류혜진, 정수교, 엄태경 그리고 이준엽이 포함된 Korea-1 팀은 단체전 2위 (Silver Cup)를 수상했다. 2010년에는 민족사관고의 송지은이 개인전 동상과 최우수 풀이상을, 이승헌이 장려상을 각각 수상했다. 2011년에는 한국과학영재학교의 김민규와 민족사관고등학교의 박현이 개인전 동상을, 민족사관고등학교의 김홍순이 개인전 장려상을 수상했다.2012년에는 민족사관고등학교의 김홍순이 대한민국 최초로 개인전 금상을, 민족사관고등학교의 최홍범과 한국과학영재학교의 김지욱이 개인전 은상을 수상했다. 2013년에는 한국과학영재학교의 윤희수가 개인전 은상과 최우수 풀이상을, 민족사관고등학교의 최정연과 성지윤이 개인전 동상을, 용인외고의 변용준과 민족사관고의 김현채, 청심국제고의 이다연이 개인전 장려상을 수상했다. 2014년에는 민족사관고등학교의 장유진이 개인전 동상, 정인혜가 장려상을 수상하였다. 2015년에는 울산외국어고등학교의 양재영이 개인전 동상, 조아람, 이준학, 전효성이 장려상을 수상하였다. 2016년에는 울산외국어고등학교의 양재영이 최고점으로 개인전 금상(아시아 참가자 중 최초)과 최우수 풀이상을 수상, 민족사관고등학교의 한예주가 개인전 동상을 수상하였다.
미국 대표팀으로 참가해 수상한 한국인으로는 2008년 개인전 최우수 풀이상을 수상한 이재규, 2010년 개인전 장려상을 수상한 나인성이 있다.

## 같이 보기
- 국제 과학 올림피아드

## 참고 자료
- 국제 언어학 올림피아드 규정집, 국제 언어학 올림피아드 조직위원회, 2009, http://www.ioling.org/rules/rules.pdf 보관됨 2013-02-28 - 웨이백 머신
- 국제 언어학 올림피아드 공식 홈페이지, http://www.ioling.org/
- IOL 2003 공식 홈페이지, http://www.philol.msu.ru/~otipl/new/main/mol/sum-2003-en.php?page=0
- IOL 2004 공식 홈페이지, http://www.philol.msu.ru/~otipl/new/main/mol/index-en.php?page=1
- IOL 2005 공식 홈페이지, https://web.archive.org/web/20090307100113/http://www.ilo3.leidenuniv.nl/
- IOL 2006 공식 홈페이지, https://web.archive.org/web/20110720130341/http://www.olympiaadid.ut.ee/ilo4/
- IOL 2007 공식 홈페이지, https://web.archive.org/web/20111005172941/http://ilolympiad.spb.ru/index.html
- IOL 2008 공식 홈페이지, https://web.archive.org/web/20120325002054/http://iol6.linguistics-bg.com/index.php
- IOL 2009 공식 홈페이지, http://www.math.uni.wroc.pl/~msliw/lingw/iol/index.php
- IOL 2010 공식 홈페이지, http://www.iol.nu/
- IOL 2011 공식 홈페이지, http://www.ioling.org/2011/ 보관됨 2013-06-30 - 웨이백 머신